# Roger Mas

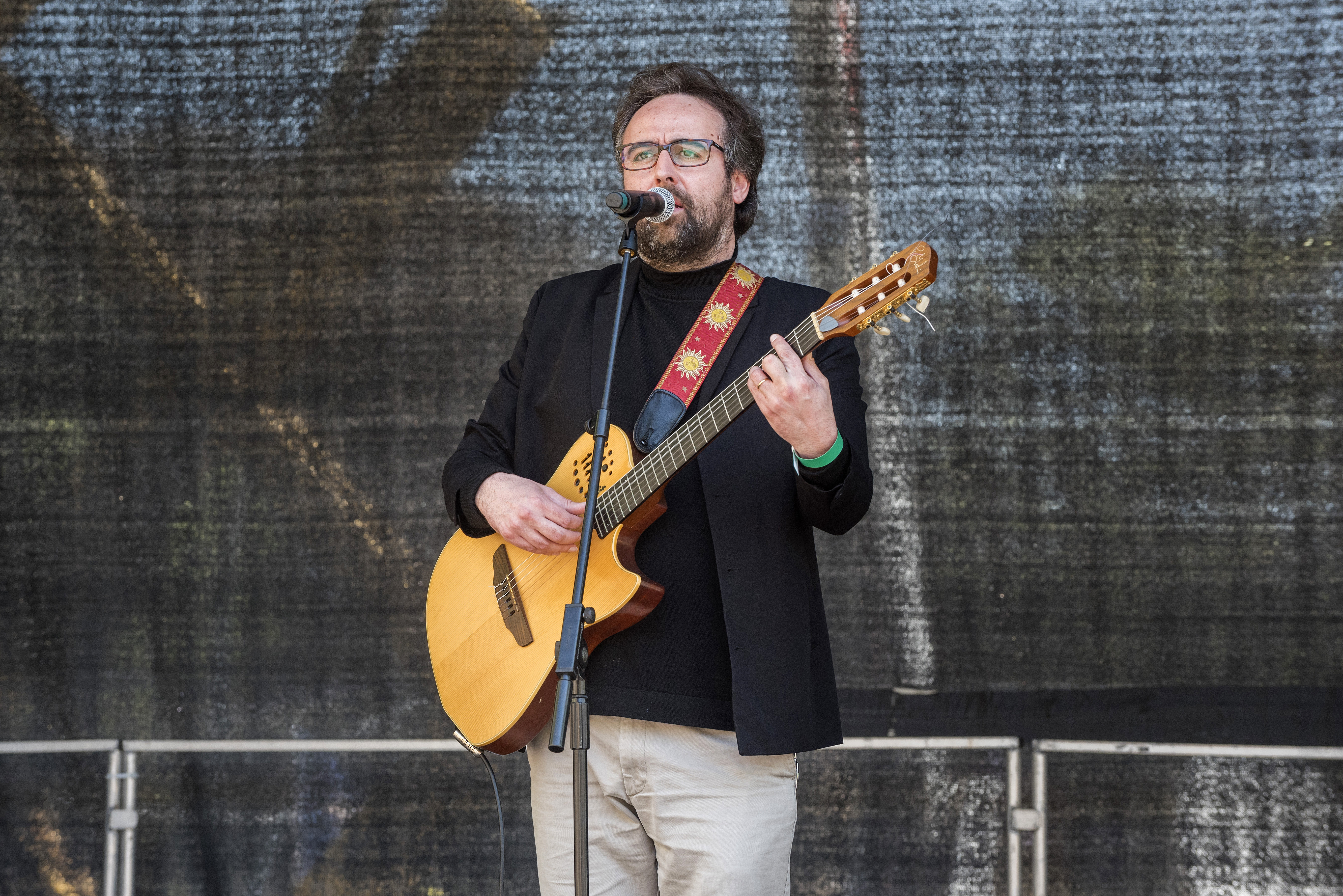
Roger Mas am 15. April 2018 bei einer Kundgebung von Òmnium Cultural in Barcelona

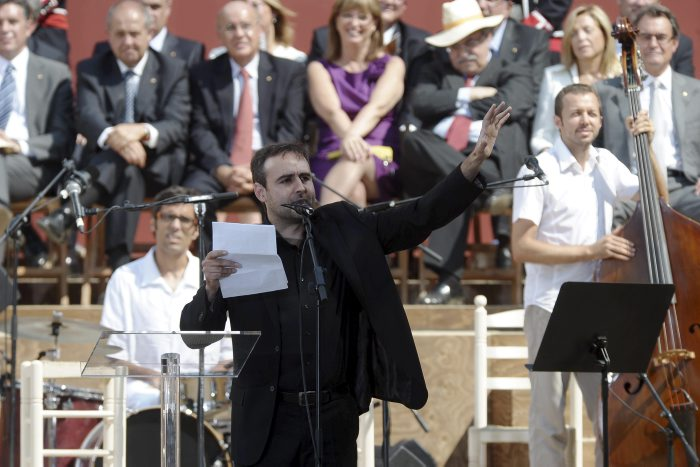
Roger Mas bei den institutionellen Feierlichkeiten zum katalanischen Nationalfeiertag der Diada Nacional de Catalunya 2012

Roger Mas i Solé (* 9. Dezember 1975 in Solsona, Provinz Lleida) ist ein katalanischer Liedermacher und Sänger.

## Biographie
Er beginnt mit fünf Jahren seine Musik- und Instrumentenausbildung bei seinem Großvater, Joan Solé i Costa. Mit zwölf Jahren führt er seinen künstlerischen Werdegang als Klarinettist und Saxophonist fort. Ab dem Jahr 1994 beschäftigt er sich mit verschiedenen musikalischen Ausdrucksformen in der Welt unter der Anleitung von Luis Paniagua.
1996 hat er mit der Verleihung des Preises Èxit des katalanischen öffentlich-rechtlichen Radiosenders Catalunya Ràdio sein Debüt als katalanischer Liedermacher.
Ab diesem Zeitpunkt folgen zehn Alben, verschiedene Auszeichnungen für jede seiner neuen Veröffentlichungen und eine breite Anerkennung von Musikkritikern, was ihn zu einem bedeutenden Vertreter der katalanischen Liedermacher- und Sänger-Szene macht.
Seine Musik ist von drei Grundthematiken beeinflusst: moderne Musikrichtungen, ursprüngliche Töne und Melodien, sowie Weltmusik. In seinen Liedertexten vermischt er umgangssprachliche Wendungen mit literarischen Elementen und langsam in Vergessenheit geratenden Ausdrücken.
Der Musikkritiker Mingus B. Formentor bezeichnete ihn in der Tageszeitung La Vanguardia als «die schönste Stimme unter den katalanischen Liedermachern». In den letzten Jahren gab Roger Mas Konzerte in Ländern wie Frankreich, Kuba, Italien, Uruguay, Serbien, den USA, Ungarn, Deutschland, Belgien oder auch Brasilien.
Er hat zwanzig Musikpreise erhalten und seine Diskografie umfasst folgende Titel: Les flors del somni (1997), Casafont (1999), En el camí de les serps i els llangardaixos blaus fluorescents cap a la casa de vidre de la Senyora dels Guants Vermells (2001), dp (2003), Mística domèstica (2005), Les cançons tel·lúriques (2008), A la casa d'enlloc (2010), Roger Mas i la Cobla Sant Jordi – Ciutat de Barcelona (2012), Irredempt (2015) und Parnàs (2018).
Im Jahr 2013 wurde ihm durch den Sardana-Verband der Provinz Lleida der Preis Rotllana als Anerkennung für die gelungene Fusion von traditioneller und moderner Musik verliehen.
In Deutschland ist Roger Mas zuletzt im März 2017 in Berlin aufgetreten. Die Veranstaltung wurde von dem katalanischen Kulturinstitut Institut Ramon Llull in Zusammenarbeit mit der Vertretung der katalanischen Regierung, der Generalitat de Catalunya, in Deutschland organisiert.

## Publikationen
Über seine Tätigkeit als Liedermacher hinaus hat Roger Mas folgende Buchtitel veröffentlicht:
- Flors, somnis, camins i serps. (Gedichte und Lieder). Eigenverlag, 1998.
- La teulada és oberta i no sé on són les parets. (Erzählungen und poetische Prosa). Verlag Solsona Comunicacions, 2000, ISBN 84-95304-10-4.
- Silvae Cataloniae Interioris. mit Fotos von Carles Santana und Liederauszügen von Roger Mas. Verlag CTFC, 2010.
- La pell i l'os. (Biografie), Autor: Francesc Bombí-Vilaseca. Verlag Satélite K, 2011, ISBN 978-84-614-7255-0.
- El dolor de la bellesa. (Lieder und autobiographische Texte). Verlag Empúries, 2017, ISBN 978-84-16367-93-1.